# Henry Hooker
Henry Clay Hooker (Hinsdale, 10 gennaio 1828 – 5 dicembre 1907) è stato un celebre allevatore degli Stati Uniti d'America, ai tempi del Selvaggio West. Proprietario del Sierra Bonita Ranch, Hooker assoldò tra i suoi cowboys un ancora sconosciuto Billy the Kid e prestò poi aiuto al leggendario sceriffo Wyatt Earp nella sua faida contro la gang dei Cowboys (v. Vendetta degli Earp).

## Biografia
Hooker nacque il 10 gennaio del 1828 a Hinsdale, nel New Hampshire, da una famiglia di allevatori.
Nel 1848, all'età di 20 anni, si trasferì prima a New York e poi nel 1949 a Kansas City. Erano gli anni della Corsa all'oro e Hooker decise dunque di trasferirsi in California ad Hangtown per diventare un ricercatore d'oro; tuttavia quest'attività non si dimostrò fruttuosa e lasciò quindi la California, stabilendosi in Arizona con la moglie Elizabeth Rockwell (sposata nel 1856) e i tre figli.
In Arizona Hooker iniziò a commerciare bestiame con la popolazione, arricchendosi in questo modo. Nel 1872 iniziò ad allargare i suoi territori e stabilì il Sierra Bonita Ranch, un allevamento di bestiame che arrivava a contenere circa 15.000 animali l'anno.
Durante la Vendetta degli Earp Hooker ebbe un ruolo fondamentale nelle vicende, fornendo materiale utile a Wyatt e fornendogli ospitalità al Sierra Bonita Ranch.
Morì il 5 dicembre del 1907.

### Fonti
- Stuart N. Lake, Wyatt Earp, frontier marshal, 1931. Prima biografia autorizzata di Wyatt Earp, basata su di un'intervista rilasciata a Lake da Earp nel 1928. Il volume raccoglie anche i testi dell'autobiografia che Earp dettò nel 1926 a John H. Flood.
- Alford E. Turner, The O.K. Corral inquest, College Station (Texas), 1981, ISBN 0-932702-16-3. Il volume raccoglie i documenti originali del processo condotto dal giudice di pace Spicer, analizzati ed annotati dell'autore Turner. Viene considerata la più autorevole fonte di informazioni sugli Earp.
- I Married Wyatt Earp: The Recollections of Josephine Sarah Marcus Earp, ed. Glenn G. Boyer, University of Arizona Press, 1998, ISBN 0-8165-0583-7. Le memorie della moglie di Wyatt Earp, Josephine Marcus.
- Billy Breakenridge, Helldorado: Bringing the Law to the Mesquite, Boston, 1928, ed. Richard M. Brown, University of Nebraska Press, 1992, ISBN 0-8032-6100-4. Nel volume del ex-aiutante di Behan, la figura di Wyatt Earp viene presentata in chiave apertamente negativa. Il punto di vista di Breakenridge aiuta però notevolmente a stemperare i toni aulici di Lake.
- Walter Noble Burns, Tombstone, an Iliad of the West, 1927, ed. Casey Tefertiller, University of New Mexico Press, 1999, ISBN 0-8263-2154-2.

### Studi
- Steve Gatto, The Real Wyatt Earp: A Documentary Biography, Silver City, 2000, ISBN 0-944383-50-5.
- Allen Barra, Inventing Wyatt Earp: His Life and Many Legends, New York, 1998, ISBN 0-7867-0685-6.
- Casey Tefertiller, Wyatt Earp: The Life Behind the Legend, New York, 1997, ISBN 0-471-18967-7.
- Grace McCool, GUNSMOKE: The True Story of Old Tombstone, Tucson, 1990, ISBN 0-918080-52-5.
- Paula Mitchell Marks, And Die in the West: the story of the O.K. Corral gunfight, New York, 1989, ISBN 0-671-70614-4.